# Sophronica rufoscapa
Sophronica rufoscapa är en skalbaggsart som beskrevs av Aurivillius 1907. Sophronica rufoscapa ingår i släktet Sophronica och familjen långhorningar. Inga underarter finns listade i Catalogue of Life.